# Den første handske
Den første handske (russisk: Первая перчатка) er en sovjetisk komediefilm fra 1946 instrueret af Andrej Frolov.
Filmen handler om den unge bokser Nikita Krutikov.

## Medvirkende
- Vladimir Volodin som Ivan Privalov
- Anastasia Zujeva som Privalova
- Ivan Pereverzev som Nikita Krutikov
- Nadezjda Tjerednitjenko som Nina Grekova
- Sergej Blinnikov som Porfirij Koshelev